# Pleuromeris tridentata
Pleuromeris tridentata är en musselart som först beskrevs av Thomas Say 1826.  Pleuromeris tridentata ingår i släktet Pleuromeris och familjen Carditidae. Inga underarter finns listade i Catalogue of Life.